# مادام دو استائل
آنه لوئیز ژرمن دو استال (به فرانسوی: Anne Louise Germaine de Staël-Holstein) که در فرانسه به اختصار مادام دوستال خوانده می‌شود (زاده ۲۲ آوریل ۱۷۶۶ - درگذشته ۱۴ ژوئیه ۱۸۱۷) نویسنده، مبلغ سیاسی و سخنور زن فرانسوی بود.
وی به عنوان مروج فرهنگ کشورهای انگلیس و آلمان در فرانسه و از بنیانگذاران مکتب رمانتیک به‌شمار می‌رود. نوشته‌های او در زمینه‌های داستانی، نوازندگی، مقالات اخلاقی و سیاسی، انتقادات ادبی، مطالب تاریخی، خاطرات شخصی و شعر از شهرت بالایی برخوردار است.

## آثار
- دلفین (۱۸۰۲)
- کورین (۱۸۰۷)
- از آلمان (۱۸۱۳)[۱]

## جمله‌ای معروف از وی
اگر آدم در زندگی حق انتخاب داشته باشد یا باید کسالت را انتخاب کند یا مرارت!